# Lola (Buchreihe)
Lola ist eine Kinderbuchreihe der deutschen Schriftstellerin Isabel Abedi. Die Bücher handeln von einem neunjährigen (in späteren Büchern ist Lola auch 10, 11 oder 12 Jahre alt) Mädchen namens Lola. Lola lebt in Hamburg und besteht immer wieder neue Abenteuer in Sachen wie Freundschaft und Liebe, aber auch sehr ernsten Angelegenheiten wie Verbrecherjagd und Detektivarbeit. Der erste Band Hier kommt Lola wurde zudem verfilmt. Die Reihe richtet sich eher an Leserinnen zwischen 9 und 12 Jahren.

## Hauptpersonen
Lola Veloso: Lola ist die Hauptperson der Buchreihe. Sie ist zu Beginn neun Jahre alt, später auch zehn oder elf. Sie lebt mit ihren Eltern in Hamburg und besucht in Band 1 bis 5 dort die Ziegenschule, die es auch in Wirklichkeit gibt. Sie ist zur Hälfte Brasilianerin und kann auch Portugiesisch, man sieht es ihr allerdings nicht an, denn das Mädchen hat einen blonden Lockenschopf und helle Haut. Sie war noch nie in Brasilien, bis ihre Eltern in Band 6 dort ihre Hochzeit feiern. Lola leidet an einer Froschphobie, will sich aber nicht behandeln lassen. Denn sie hat einen starken Willen und braust leicht auf, dazu ist sie sehr phantasievoll. Sie denkt sich, wenn sie nachts nicht schlafen kann, aus, wer sie wäre, wenn sie nicht sie selbst wäre (z. B. der Popstar Jacky Jones)
Flora Sommer: Flora, kurz Flo, lebt mit ihrer alleinerziehenden Mutter Penelope Sommer in Hamburg. Sie ist klein und dünn, ist aber sehr sportlich. Anfangs kann Lola sie nicht leiden, sie werden aber dann doch beste Freundinnen. Sie ist immer an Lolas Seite, wenn diese mal in Schwierigkeiten gerät.  Flo hat strubbelige schwarze Haare und besucht mit Lola gemeinsam die Ziegenschule.
Fabio Veloso: Fabio ist Lolas aus Brasilien stammender Vater. Seit er Lolas Mutter kennt, lebt er in Deutschland. Die beiden sind jedoch nicht miteinander verheiratet. Er hat dunkle Haut und dunkle Haare. Deswegen wurde er im vorherigen Wohnort, wo er der einzige Mensch mit dunkler Haut war, oft schief angesehen oder schlecht behandelt. In Hamburg gründet er gemeinsam  mit seinem Schwiegervater ein brasilianisches Restaurant, die Perle des Südens. 
Viktualia Jungherz: Viktualia, kurz Vicky, ist Lolas Mutter. Sie lebt mit Fabio und Lola in einer Wohnung. In der Nachbarschaft wohnen auch ihre Großeltern mit ihrer zweijährigen Tochter.  Vicky ist künstlerisch sehr begabt und arbeitet als Krankenschwester.
Alexandre Brücke: Alexandre, kurz Alex, ist etwas älter als Lola und ist ab Band 3 mit ihr zusammen. Er lebt mit seinem kleinen Bruder Pascal bei seiner alleinstehenden Mutter in Paris. Seinen Vater, der in Hamburg wohnt, und Lola sieht er daher nur in den Ferien. Doch er schreibt seiner Freundin regelmäßig Briefe und telefoniert oft mit ihr. Er hat schwarze Haare, die nach Apfelshampoo riechen, grüne Augen und interessiert sich sehr für Astrologie.
Lisbeth Jungherz: Lisbeth ist Lolas zweijährige Tante. Dies kommt zustande, dass ihre Eltern bei Vickys Geburt sehr jung, bei ihrer schon relativ alt waren. Sie lebt natürlich bei Lolas Großeltern in Hamburg. Sie kann kaum sprechen. Ihre Vorliebe ist es, mit Essen zu werfen. 
Felix und Aurelia Jungherz: Felix und Aurelia sind Lolas Großeltern und Vickys Eltern. Sie leben in Hamburg. Felix ist Anfang fünfzig und farbenblind. Gemeinsam mit Fabio gründet er ein brasilianisches Restaurant am Hafen. Aurelia arbeitet in einer Buchhandlung, verkauft ihren Kunden aber nur das, was sie selbst für gut hält.
Penelope Sommer: Penelope ist Flos Mutter und lebt mit ihr in Hamburg. Von ihrem Mann Eric hat sie sich schon vor langer Zeit getrennt. Sie arbeitet in einer Fischbude am Hafen, bis ihr eine Stelle als Kellnerin in der Perle des Südens angeboten wird, die sie natürlich annimmt. Im Gegensatz zu Lola war sie schon oft in Brasilien und ist eine leidenschaftliche Sängerin.

## Bände
Bisher sind folgende Lola-Bände im Loewe Verlag erschienen:
- Hier kommt Lola (2004)
- Lola macht Schlagzeilen (2005)
- Lola in geheimer Mission (2005)
- Applaus für Lola (2006)
- Lola Löwenherz (2007)
- Lola auf Hochzeitsreise (2008)
- Lola Schwesterherz (2010)
- 5 Sterne für Lola (2012)
- Lola und die einzige Zeugin (Oktober 2014)

Dazu sind alle Bände auch als Audiofassung, gelesen von Mira Linzenmeier, erhältlich.

## Verfilmung
Der erste Band Hier kommt Lola! wurde 2010 unter der Regie von Franziska Buch gedreht. Produziert wurde der Film von Uschi Reich
. In den Hauptrollen sind Meira Durand als Lola und Felina Czycykowski als Flo zu sehen. In anderen Rollen: Axel Prahl, Nora Tschirner und Julia Jentsch.